# (11207) Black
(11207) Black (1999 FQ58) – planetoida z grupy pasa głównego asteroid okrążająca Słońce w ciągu 3,64 lat w średniej odległości 2,37 j.a. Odkryta 20 marca 1999 roku.